# De clementia
Il De clementia è un trattato di Seneca scritto fra il 55 e il 56 d.C.
Insieme alle Naturales quaestiones e al De beneficiis, fa parte dei tre trattati dell'autore.

## Caratteristiche
Dell'opera, originariamente composta di tre libri, sono giunti solo il primo e l'inizio del secondo libro. Il trattato appartiene al genere letterario detto speculum principis: in essa infatti Seneca esplora il rapporto tra filosofia e politica individuando la qualità più importante che dovrebbe avere un sovrano, ovvero la clemenza. Lo scritto è dedicato al giovane Nerone del quale Seneca era divenuto precettore, insieme al prefetto del pretorio Afranio Burro, per volere della madre Agrippina minore. Con tale scritto Seneca spera di educare al meglio il giovane imperatore elogiando lo stesso con le qualità che vorrebbe che Nerone avesse.